# Балерины (телесериал)
«Балерины» (англ. Bunheads) — американский комедийно-драматический телесериал, созданный и производимый Эми Шерман-Палладино, премьера которого состоялась 11 июня 2012 года на канале ABC Family.

## Сюжет
В центре сюжета находится бывшая танцовщица из Лас-Вегаса Мишель Симмс, в исполнении лауреата премии «Тони» Саттон Фостер, которая устраивается на работу к своей эксцентричной свекрови Фанни Флауэрс, роль которой играет также лауреат «Тони» Келли Бишоп.

## Актёры и персонажи

### Основной состав
- Саттон Фостер — Мишель Симмс
- Келли Бишоп — Фанни Флауэрс
- Кейтлин Дженкинс — Беттина Джордан
- Джулия Теллс — Саша Торрес
- Бэйли Бантэйн — Джинни Томпсон
- Эмма Дюмон — Мелани Сигал

### Второстепенный состав
- Стэйси Ористано — Трули Стоун
- Грегг Генри — Рико
- Кирстен Уоррен — Клэр Томпсон
- Эллен Грин — подруга Фанни
- Зак Генри — Чарли (брат Мелани)
- Джанин Мейсон — Козетта

## Критика
Сериал получил крайне позитивные отзывы от телевизионных критиков, в частности которые хвалили выступления Саттон Фостер и Келли Бишоп, ведущих актрис шоу, а также сценарные повороты Эми Шерман-Палладино. После стабильных рейтингов первых десяти эпизодов, 17 августа 2012 года сериал получил заказ на ещё восемь эпизодов, которые будут частью первого сезона. В июле 2013 года канал закрыл сериал после одного сезона. Уже после закрытия сериал получил премию Ассоциации телевизионных критиков.